# Lipoprion rufoornatus
Lipoprion rufoornatus là một loài tò vò trong họ Ichneumonidae.